# Conospermum polycephalum
Conospermum polycephalum (лат.) — кустарник, вид рода Коноспермум (Conospermum) семейства Протейные (Proteaceae), эндемик Западной Австралии.

## Ботаническое описание
Conospermum polycephalum — веретеновидный или полураскидистый кустарник до 1 м высотой. Листья в основном расположены у основания стебля, нитевидные, 1,2-20 см длиной, 0,5-1 мм шириной, сигмовидные или изогнутые, острые. Соцветие — метёлка. Цветоносный побег 5-7 см длиной; прицветники яйцевидные, 3-4 мм длиной, 2-4 мм шириной, голубовато-зелёные с заострённой вершиной, войлочно-опушенные по бокам и в основании. Околоцветник белый, розовый или голубой, от гладкого до слегка опушённого; верхняя губа от эллиптической до обратнояйцевидной, 3-5 мм длиной, 1,5-3 мм шириной, с острой вершиной; нижняя губа объединена на 1,5-2,5 мм. Плод — орех длиной 2-2,5 мм, шириной 2,5-2,75 мм, кремовый, опушённый волосками ржавого цвета; волоски по окружности 0,75-1 мм, белого и ржавого цвета; центральный пучок c. 10 волосков длиной 0,75 мм, золотистые.

## Таксономия
Вид был официально описан в 1848 году швейцарским ботаником Карлом Фридрихом Мейсснером на основе образца, собранного у реки Суон Джеймсом Драммондом.

## Распространение
C. polycephalum — эндемик Западной Австралии. Встречается в регионе Уитбелт в Западной Австралии, где растёт на гравийных почвах над латеритом